# Sauver ou périr (téléfilm)
Pour les articles homonymes, voir Sauver ou périr.

Sauver ou Périr ou Flammes mortelles au Québec, (Heart of Fire) est un téléfilm américain réalisé par John Power et diffusé le 7 janvier 1997 sur le réseau CBS.

## Synopsis
Un pompier tente le tout pour le tout afin de sauver une jeune fille coincée sous un camion en feu.

## Fiche technique
- Titre original : Heart of Fire
- Réalisation : John Power
- Scénario : George Rubino
- Musique : George S. Clinton
- Durée : 85 minutes
- Pays :  États-Unis

## Distribution
- Patrick Duffy : Max Tucker
- Troy Winbush : Thorsen
- Kerry Armstrong (en) : Sue Tucker
- Joy Smithers (en) : Julie Stoler
- Alex McKenna : Katy Stoler
- Gerard Maguire (en) : Scott Dodd
- Andrew McKaige (en) : Grady Robinson
- Phillip Hinton : Danny Armstrong
- Stephen Leeder : Brian Henderson
- Kim Knuckey : Jim Santiago
- Alarna Jenkins : Laurie Tucker
- Natasha Saakas : Chrissie Tucker
- Melissa Anne Lukin : Carrie
- Jenny Hughes : Jenna
- Enrico Mammarella : Officier Copanas
- David Webb : Fireman Ryan
- Michael Edward-Stevens : Chef Abernathy
- Peter Kent : Chet Manko
- Kevin Copeland : Les Jenson
- Lani John Tupu (en) : Roger Parks